# جون تايلور
جون تايلور (بالإنجليزية: John Tayler)‏ (4 يوليو 1742 - 19 مارس 1829) هو سياسي وتاجر أمريكي كلف بمنصب نائب محافظ نيويورك لأربع شهور. 

## حياته

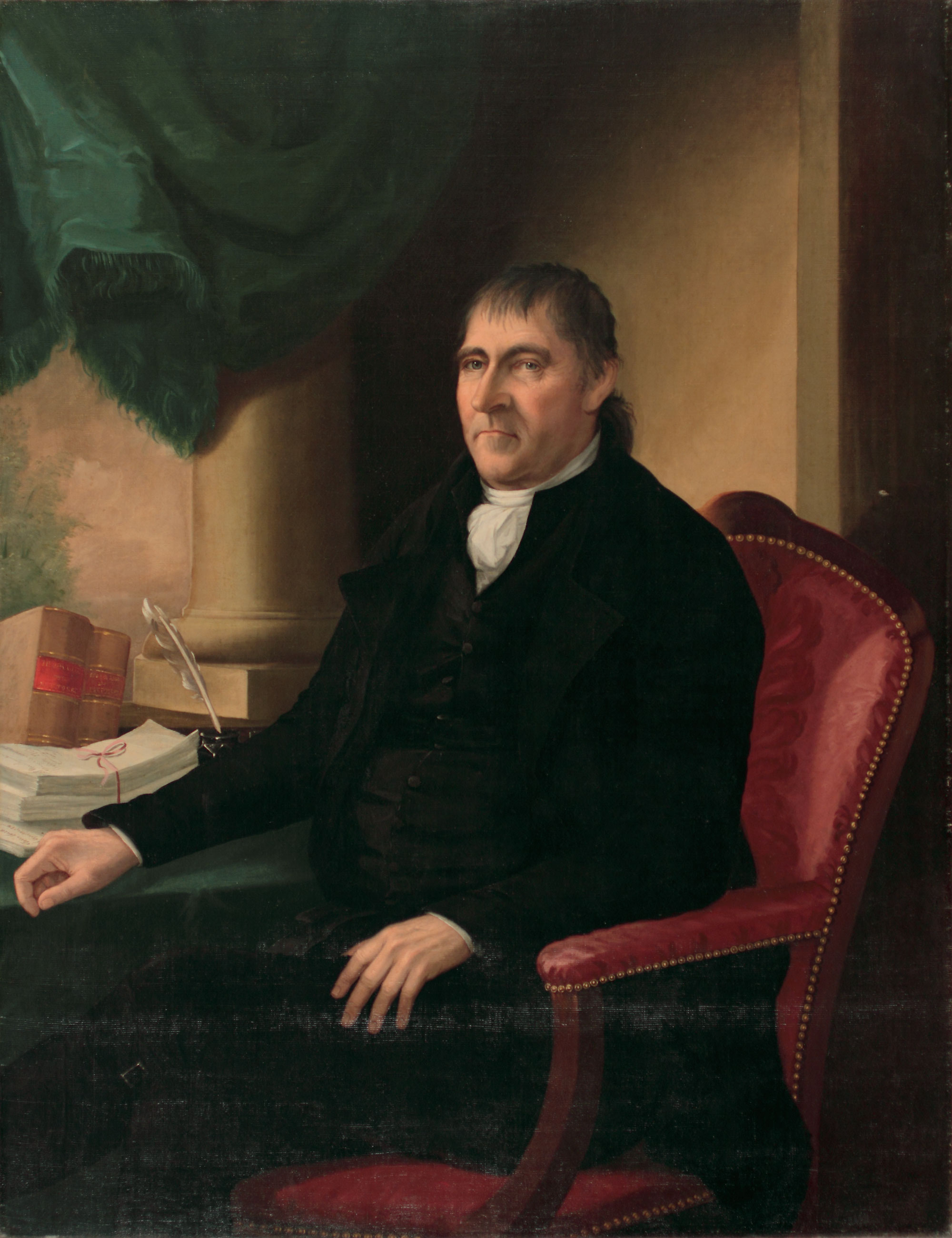
جون تايلور

كان تاجرًا، مزارعًا تزوج مارغريتا فان فاكنبيرق في عام 1764.

## روابط خارجية
- جون تايلور على موقع إن إن دي بي (الإنجليزية)